# Стволовы
Стволовы — дворянский род.
Андрей Стволов в службу вступил в 1750 году. В 1778 произведен премьер-майором.
Именным Высочайшим Указом от 6 июля 1779 года бывшие в Кавалергардском корпусе и уволенные из службы премьер-майорами Осип Миронов, Андрей Стволов, Афанасий Меньшов и Алексей Кузнецов за оказанные ими заслуги Всемилостивейше пожалованы в потомственное дворянское достоинство с повелением заготовить на оное дипломы для Высочайшего подписания.

## Описание герба
В щите, имеющем красное поле, изображены крестообразно два ружейные Ствола.
Щит увенчан дворянскими шлемом. Нашлемник: три страусовых пера. Намёт на щите красный, подложенный серебром. Герб Стволова внесён в Часть 1 Общего гербовника дворянских родов Всероссийской империи, стр. 112.